# Domenico Loria
Domenico Loria (* 3. Januar 1981) ist ein ehemaliger italienischer Radrennfahrer.
Domenico Loria wurde 2003 Etappendritter und 2004 Etappenzweiter beim Giro Ciclistico d’Italia, der U23-Austragung des Giro d’Italia. Von 2005 bis 2007 fuhr er für das italienische Continental Team Universal Caffè. In seinem ersten Jahr wurde Loria Dritter bei der italienischen Straßenmeisterschaft der Kategorie Elite ohne Vertrag. In der Saison 2007 gewann er drei Etappen bei der Tour du Sénégal und wurde zweimal Etappenzweiter hinter seinem Zwillingsbruder Eugenio Loria, der in derselben Mannschaft fuhr.

## Erfolge
2007
- drei Etappen Tour du Sénégal

2008
- eine Etappe Grand Prix Cycliste de Gemenc

## Teams
- 2005 Universal Caffè-Styloffice
- 2006 C.B. Immobiliare-Universal Caffè
- 2007 Universal Caffè-Ecopetrol
- 2008 Katay Cycling Team
- 2009 Centri della Calzatura
- 2010 Centri della Calzatura